# Adolf Fryderyk Korczyk
Adolf Fryderyk Korczyk (ur. 4 stycznia 1937 w Klein Lunow, zm. styczeń 2025) – polski specjalista w zakresie genetyki, nasiennictwa i selekcji drzew leśnych, botaniki leśnej, dr hab. nauk leśnych, profesor nadzwyczajny Zamiejscowego Wydziału Leśnego w Hajnówce Politechniki Białostockiej.

## Życiorys
W latach 1957-1962 studiował na Wydziale Biologii i Nauk o Ziemi Uniwersytetu Jagiellońskiego. W tym samym roku rozpoczął pracę w Instytucie Badawczym Leśnictwa, w Zakładzie Lasów Naturalnych. W 1971 uzyskał stopień doktora na podstawie pracy dotyczącą zmienności morfologicznej liści lipy drobnolistnej i szerokolistnej na tle krain przyrodniczo-leśnych Polski. Od 1983 kierował Pracownią Zasobów Genowych Drzew Leśnych Zakładu Lasów Naturalnych IBL. 24 marca 2003 otrzymał stopień doktora habilitowanego na podstawie pracy o jakości hodowlanej drzewostanów sosnowych oraz wartości hodowlanej i genetycznych drzew doborowych i porównawczych sosny zwyczajnej ośmiu polskich pochodzeń.
Był zatrudniony na stanowisku profesora nadzwyczajnego Zamiejscowego Wydziału Leśnego w Hajnówce Politechniki Białostockiej.

## Wyróżnienia
- Zespołowa nagroda I stopnia Ministra Ochrony Środowiska, Zasobów Naturalnych i Leśnictwa za Program zachowania leśnych zasobów genowych i hodowli selekcyjnej drzew leśnych w Polsce na lata 1991- 2010[2]
- Złoty Krzyż Zasługi (2004)[5]

## Wybrane publikacje
- 2007: Odziedziczalność cech morfologicznych i anatomicznych igieł półrodzeństwa drzew doborowych sosny zwyczajnej (Pinus silvestris L.)[1]
- 2009: Genetic Variability of Progeny From four Populations of Silver For (Abies alba Mill.) Growing in Experimental Area Expressed in Morphological and Anatomical Needles Traits[1]